# Török Lajos (intézményvezető)

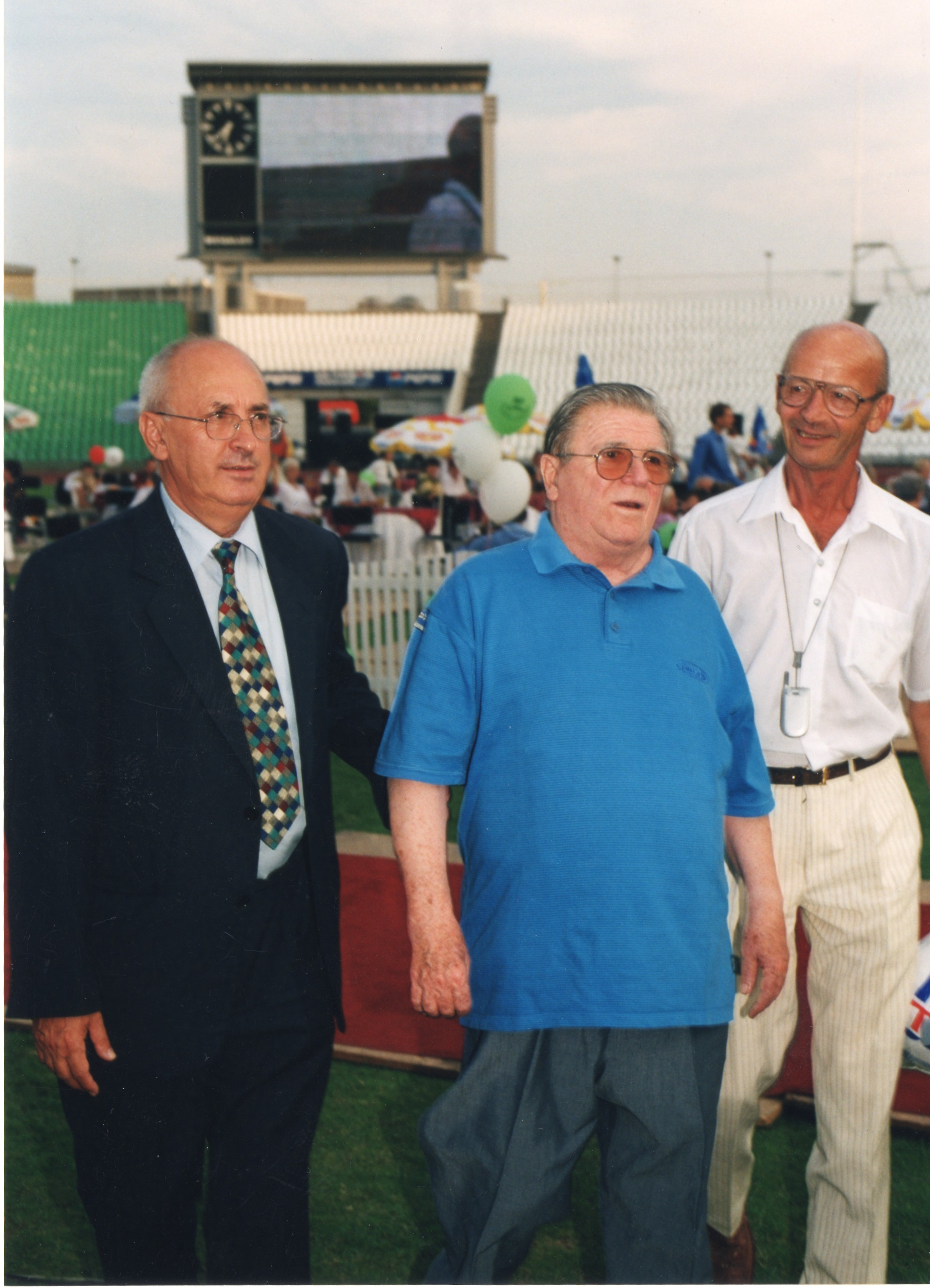
Dr. Török Lajos a stadion névadójával, Puskás Ferenccel

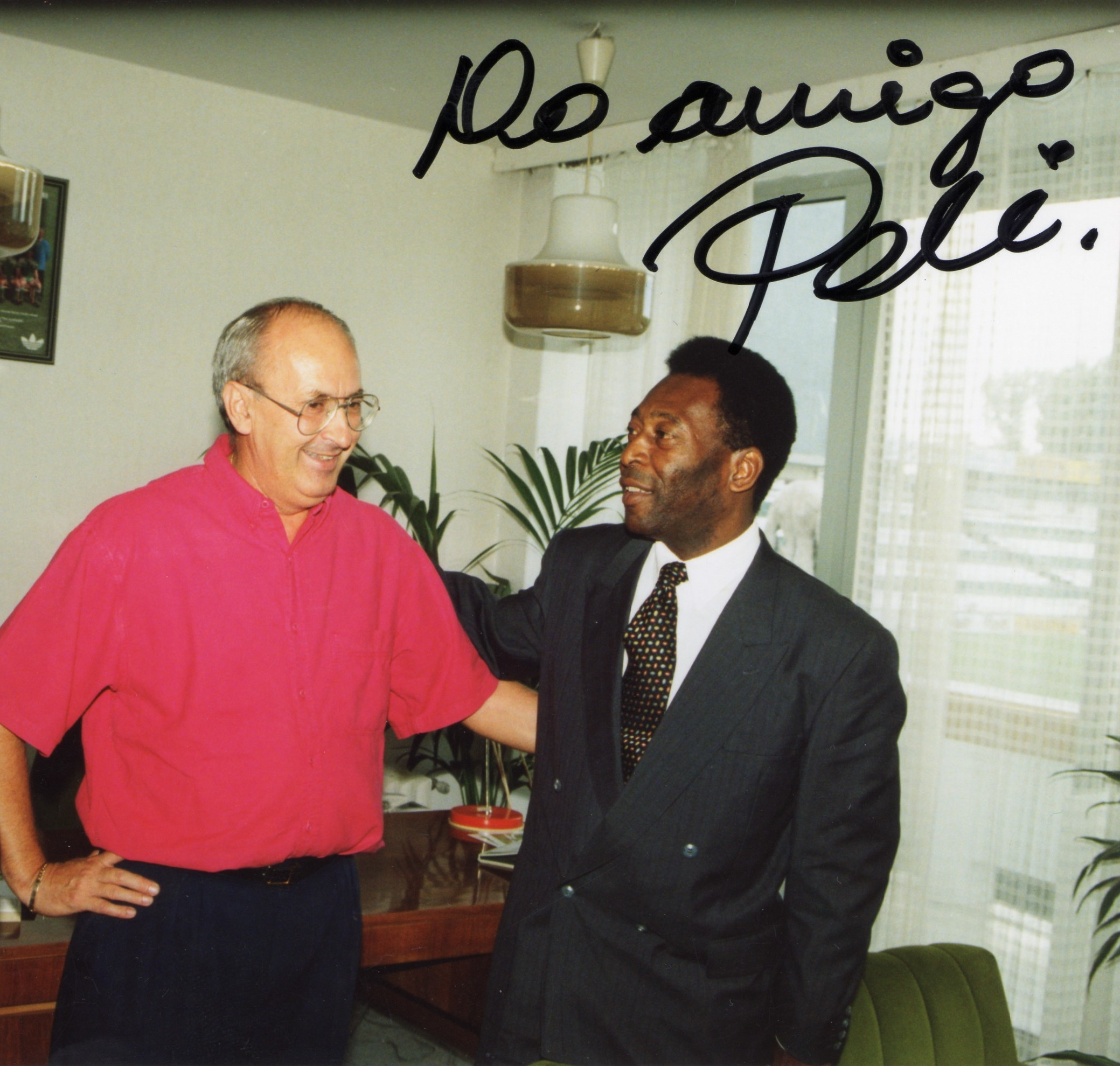
Pelé az Üllői úti stadionban

Török Lajos (Keszthely, 1943. május 19. –) keszthelyi kötődésű nyugalmazott intézményvezető, címzetes egyetemi docens.

## Életpályája
1961–1962 között a Péti Nitrogénműveknél dolgozott. 1964–1965 között növényvédő agronómus volt Zalaapátiban. 1965–1987 között a Keszthelyi Agrártudományi Egyetem telepvezetője majd osztályvezetője volt. 1987–2002 között az FM Kiemelt Sportlétesítmények igazgatója (FTC) Budapesten.2002–2005 között a Népstadion és Intézményei Főigazgató volt.2005–2009 között a budapesti Récsei Center Budapest igazgatójaként tevékenykedett. 2009-től a BMSK Zrt, BÖK munkatársa.

## Díjak, kitüntetések
- Keszthely Városért Emlékjelvény (1977)
- Keszthely Városért Emlékplakett (1982)
- Kiváló Munkáért (MÉM, 1985)
- FTC Arany Diploma (1996)
- Eredményes Munkáért (MÉM, 1997,1999)
- FTC Jubileumi Aranyérem (1999)
- Magyar Köztársasági őrezred óra (2001)
- Magyar Köztársaság Arany Érdemkereszt (2003)
- MAFC Jubileumi Plakett (2003)
- Góliát MC Donald’s Országos Diáksport Egyesület emlékérem (2004)
- Magyar Köztársaság aranygyűrű (2006),[8] (szakmai életút elismeréséül, 2010)